# Piton (Mauritius)
Koordinaten: 20° 6′ S, 57° 38′ O
Piton ist eine Ortschaft (village) auf Mauritius.
Der Ostteil von Piton gehört zum Distrikt Rivière du Rempart, der Westteil liegt im Distrikt Pamplemousses. Bei der Volkszählung 2011 hatte der Ort 4.942 Einwohner (davon 1.535 im Distrikt Pampelmousses und 3.407 im Distrikt Rivière du Rempart).
Historisch ist Piton vor allem für die Zuckerfabrik Bon Séjour bekannt, die mit einer Produktion von 5.800 Tonnen eine der größten der Insel war. Am 18. September 1882 kam es hier zu einer Explosion, die 12 Todesopfer forderte.
Das Prof B.S Upadhyaya Training Centre ist eine Schule für Elektromechaniker. Daneben befindet sich die Piton State College als weitere weiterführende Schule vor Ort.
Die Kapelle Chapelle Notre-Dame-de-l’Espérance in Piton gehört zur Pfarrei Cœur-Immaculé-de-Marie in Rivière du Rempart.